# Mungo Park (Golfspieler)
Mungo Park (* 22. Oktober 1836; † 19. Juni 1904) war ein Mitglied der berühmten schottischen Golferfamilie Park. Er gewann die Open Championship 1874 in Musselburgh.

## Frühes Leben
Er wurde am 22. Oktober 1836 als Sohn von James Park (1797–1873) und seiner Frau Euphemia Park, geborene Kerr (1806–1860), in den Quarry Houses in Musselburgh geboren. Musselburgh sollte eine der drei Städte werden, die sich in den 1870er und 1880er Jahren die Ausrichtung der Open Championship teilten. Er erlernte den Golfsport im Alter von vier Jahren, war dann aber 20 Jahre lang als Seemann tätig.

## Golf-Karriere
Nach dem Ende seiner Seemannskarriere kehrte er Anfang der 1870er Jahre in seine Heimatstadt zurück und gewann 1874 die Open Championship auf den Musselburgh Links mit einem Ergebnis von 159 für 36 Löcher. In seinem späteren Leben arbeitete er als Lehrer, Golfplatzdesigner und Schlägerbauer. Park erreichte zwischen 1875 und 1881 vier weitere Top-10-Platzierungen bei der Open Championship.

## Entwurf von Golfplätzen
Park war der erste Club-Professional im Alnmouth Golf Club und es wird von denjenigen, die mit dem Club verbunden sind, angenommen, dass er auch für das Design des Platzes verantwortlich war.

## Familie
Parks Bruder Willie und sein Neffe Willie Park Jr. gewannen beide die Open Championship. Mungo Park hatte einen Neffen, Mungo Park Jr., der der jüngere Bruder von Willie Park Jr. war und ebenfalls Profigolfer wurde. Mungo Jr. verbrachte einige Zeit in Argentinien und gewann die Argentine Open dreimal, 1905, 1907 und 1912.

## Tod
Mungo Park starb an perniziöser Anämie im Armenhaus von Inveresk.